# Mokdadia
Al-Mokdadia (en árabe: المقدادية‎: ; en kurdo: Şareban, شاره‌بان) es una ciudad en la Gobernación de Diala de Irak. Su población se conforma de árabes, turcomanos y kurdos. La ciudad está localizada aproximadamente a 80km al nordeste de Bagdad y a 30km nordeste de Baquba.